# Riserva naturale Foresta demaniale del Circeo
La riserva naturale Foresta demaniale del Circeo è un'area naturale protetta istituita nel 1977.
Occupa una superficie di 3.070 ha nella provincia di Latina all'interno del Parco nazionale del Circeo.